# Alexander Hermann
Alexander Hermann (Linz, 10 de diciembre de 1991) es un exjugador de balonmano austriaco que jugaba de lateral izquierdo. Su último equipo fue el HC Linz AG. Fue un componente de la selección de balonmano de Austria.
Es hermano del también balonmanista Maximilian Hermann.

## Clubes
- HC Linz AG ( -2012)
- SG Handball West Wien (2012-2015)
- Bergischer HC (2015-2017)
- HSG Wetzlar (2017-2019)
- VfL Gummersbach (2019-2022)
- HC Linz AG (2022-2023)